# Clostridium hylemonae
Clostridium hylemonae è una specie di batterio appartenente alla famiglia delle Clostridiaceae.